# Оглухино (озеро)
Оглу́хино  — бессточное озеро в России, находится в Оглухинском сельском поселении Крутинского района Омской области. 
Водоём находится в северной лесостепи в пределах Ишимской равнины, относящейся к Западно-Сибирской равнине, на расстоянии 30 км от районного центра посёлка Крутинка и 180 км от областного центра Омска. Имеет овальную форму. Площадь озера 2,12 км². Площадь водосбора составляет 22,2 км². Высота над уровнем моря — 120 м. Протяжённость озера 1,99 км, максимальная ширина составляет 1,2 км.
Озеро бессточное, поверхностных притоков не имеет. Западный берег заболочен. На восточном берегу расположено село Оглухино.
Имеются значительные запасы сапропеля. В 2017 году его было добыто 1,44 тысяч м³.